# Козловка (Светлогорский район)
Козловка (бел. Казло́ўка; до 1821 года деревня Глебопечи (бел. Глебапечы) — агрогородок (до 2006 года деревня) в Паричском сельсовете Светлогорского района Гомельской области Республики Беларусь.

## География

### Расположение
В 33 км на северо-запад от Светлогорска, 30 км от железнодорожной станции Светлогорск-на-Березине, 143 км от Гомеля.

## Транспортная сеть
На автодороге Бобруйск — Калинковичи. Планировка состоит из прямолинейной широтной улицы, к которой с юга под прямым углом присоединяется вторая улица. Застройка двусторонняя, деревянная, усадебного типа. В 1986-92 годах построено 105 кирпичных домов, в которых разместились переселенцы из мест, загрязнённых радиацией после катастрофы на Чернобыльской АЭС.

## История
Согласно письменным источникам известна с XIX века как селение в Паричской волости Бобруйского уезда Минской губернии под названием Глебопечи. В 1879 году обозначена в числе селений Паричского церковного прихода. Согласно переписи 1897 года действовали часовня, хлебозапасный магазин.
С 1931 года центр Козловского сельсовета Паричского, с 29 июля 1961 года Светлогорского районов Бобруйского округа (до 26 июля 1930 года), с 20 февраля 1938 года Полесской, с 20 сентября 1944 года Бобруйской, с 8 января 1954 года Гомельской областей.
В 1930 году организован колхоз «2-я пятилетка», работала кузница. 13 жителей были репрессированы. Во время Великой Отечественной войны оккупанты в 1944 году частично сожгли деревню. Согласно переписи 1959 года центр КСУП «Паричи». Расположены начальная школа, клуб, фельдшерско-акушерский пункт, библиотека, детский сад, отделение связи, столовая, магазин.
До 16 декабря 2009 года центр Козловского сельсовета.
В состав Козловского сельсовета до 1935 года входили хутора Ваганищи, Майданов, Рудобельцев, Свинокраков, Уручье, до 1936 года — хутора Дубки, Прудищи, Старина, Улосье, Цыганские Горы, до 1937 года — посёлок Червяков, хутора Высокий, Верхлесье, Городец, Горшиполе, Горелое Болото, Гущев, Дерюжница, Залавье, Коммунар, Каменец, Коробище, Курилов, Маевский, Медведня, Поплавцы, Первомайский, до 1939 года — хутора Зубрец, Симены, до 1945 года — Воротень, до 1950 года — деревня Смоленица, до 1992 года — деревня Старая Белица (в настоящее время не существуют).
С 16 декабря 2009 года в составе Паричского поселкового Совета депутатов, с 12 декабря 2013 года в составе Паричского сельсовета.

## Население

### Численность
- 2021 год — 690 жителей

### Динамика
- 1897 год — 98 дворов, 570 жителей (согласно переписи)
- 1908 год — 215 дворов, 800 жителей
- 1917 год — 834 жителя
- 1959 год — 770 жителей (согласно переписи)
- 2004 год — 314 хозяйств, 738 жителей
- 2021 год — 690 жителей

## Достопримечательность

#### Памятник, скульптура
- Памятный знак в честь павших героев Великой Отечественной войны. Установлен у перекрёстка дорог на г. п. Паричи и аг. Козловка[4]